# Chaetodipus spinatus
Chaetodipus spinatus és una espècie de mamífer rosegador de la família dels heteròmids. Viu a l'oest dels Estats Units i Mèxic, incloent-hi nombroses illes del golf de Califòrnia. Es tracta d'un animal nocturn que s'alimenta de llavors. El seu hàbitat natural són els paisatges desèrtics amb blocs, zones inundables, pendents rocosos, sòl bast i vegetació dispersa típica de la zona de vida Sonoriana Alta. És una espècie en risc mínim, és a dir, no sembla que hi hagi cap amenaça significativa per a la seva supervivència.